# Rhagodoca pusilla
Rhagodoca pusilla är en spindeldjursart som beskrevs av Lodovico di Caporiacco 1944. Rhagodoca pusilla ingår i släktet Rhagodoca och familjen Rhagodidae. Inga underarter finns listade i Catalogue of Life.